# Björn Afzelius
Björn Svante Afzelius (ur. 27 stycznia 1947 w Huskvarnie, zm. 16 lutego 1999 w Göteborgu) – szwedzki wokalista. Pisał również piosenki i grał na gitarze. Śpiewał o miłości, polityce i radości w życiu. Jego albumy sprzedały się w około 2,5 miliona egzemplarzy w krajach nordyckich.

## Kariera
Björn Afzelius urodził się w Huskvarnie w Smalandii. Jego ojciec był inżynierem, a matka gospodynią. Miał również brata, Bengta (ur. 1952 r.), który został nauczycielem muzyki. Jego przygoda z muzyką rozpoczęła się dzięki matce i rodzinie z jej strony, która była uzdolniona muzycznie. W roku 1970, wraz z Mikaelem Wiehe założył zespół Hoola Bandoola Band. Wiehe i Afzelius zostali bliskimi przyjaciółmi. Ich zespół rozpadł się w roku 1975.
Swój pierwszy solowy album Björn Afzelius wydał w 1975 roku, a ostatni w roku 1999. To jego najpopularniejszych piosenek należą: „Ikaros”, „Tusen bitar” (Tysiąc kawałków), „Sång till friheten” (Piosenka dla wolności – cover piosenki kubańskiego wokalisty Silvio Rodrígueza „El Día Feliz Que Está Ilegando”), „Kungens man” (Człowiek króla), „Tankar i Havanna” (Myśli w Havannie) i „Till min kära” (Dla mojej ukochanej).
Umarł na raka płuc w wieku 52 lat. Dziś pozostaje jednym z najpopularniejszych skandynawskich wokalistów. Napisał łącznie ok. 150 unikatowych piosenek. Był socjalistą.

## Dyskografia

### ZHoola Bandoola Band
- 1971: Garanterat individuell
- 1972: Vem kan man lita på?
- 1973: På väg
- 1975: Fri information
- 1975: Stoppa matchen (singel)

### Albumy solowe
- 1974: Vem är det som är rädd?
- 1976: För kung och fosterland
- 1978: Johnny Boy (z Björn Afzelius Band)
- 1979: Bakom kulisserna (Björn Afzelius Band)
- 1979: Another tale to tell (Björn Afzelius Band)
- 1980: Globetrotter (z Globetrotters)
- 1982: Innan tystnaden (z Globetrotters)
- 1982: Danska Nätter (Album koncertwoy z Globetrotters)
- 1984: Exil (z Globetrotters)
- 1984: Afzelius; sång & gitarr (Album koncertowy)
- 1985: Nio liv (z Globetrotters)
- 1986: Grande Finale (Album koncertwoy z Globetrotters)
- 1986: Björn Afzelius & Mikael Wiehe (z Mikaelem Wiehe)
- 1987: Riddarna kring runda bordet
- 1988: Don Quixote
- 1988: En man, en röst, en gitarr
- 1990: Tusen bitar
- 1991: Nidaros (Album koncertwoy)
- 1992: Afzelius, Bygren och Råstam (Album koncertowy)
- 1994: Nära dig
- 1997: Tankar vid 50
- 1999: Elsinore

### Składanki
- 1988: Björn Afzelius Bästa Vol I
- 1988: Björn Afzelius Bästa Vol II
- 1995: Björn Afzelius Bästa Vol III
- 1995: Afzelius Box (Bästa Vol 1, 2, 3)
- 1998: Den röda tråden – Definitivt
- 2002: Den röda tråden Vol 1
- 2002: Den röda tråden Vol 2
- 2004: Björn Afzelius & Mikael Wiehe 1993 – Malmöinspelningarna. (z Mikaelem Wiehe)
- 2005: Björn Afzelius Bästa
- 2006: Guldkorn vol.1